# NGC 3008
NGC 3008 est une galaxie lenticulaire vue par la tranche et située dans la constellation de la Grande Ourse. NGC 3008 a été découverte par l'ingénieur irlandais Bindon Stoney en 1851.

## Caractéristiques
Sa vitesse par rapport au fond diffus cosmologique est de 4 949 ± 15 km/s, ce qui correspond à une distance de Hubble de 73,0 ± 5,1 Mpc (∼238 millions d'al).
Selon la base de données Simbad, NGC 3008 est une galaxie LINER, c'est-à-dire une galaxie dont le noyau présente un spectre d'émission caractérisé par de larges raies d'atomes faiblement ionisés.